# Râul Ferigari
Râul Ferigari este un curs de apă, afluent al râului Cerna. Cursul superior al râului, amonte de Cheile Ferigari este cunoscut și sub numele de Râul Rucăr. Cursul inferior, aval de chei, este numit și Râul Prolaz.

## Hărți
- Harta județului Caraș-Severin